# 알돌

알돌 부분의 일반적인 구조: R^{3}이 -H이면, β-하이드록시 알데하이드이고, 그렇지 않으면 β-하이드록시 케톤이다.

알돌(영어: aldol)은 하이드록시 케톤 또는 하이드록시 알데하이드이며, 알돌 첨가 반응(알돌 축합 반응이 α,β-불포화 카보닐 부분을 생성하는 것과는 반대)의 산물이다. "알돌"이란 용어는 "알데하이드 알코올(aldehyde alcohol)"에서 유래하였다.
또한, 단독으로 사용되는 경우에 "알돌"이란 용어는 구체적으로 "3-하이드록시뷰탄알"을 지칭할 수도 있다.

## 발견
알돌 반응은 1872년에 프랑스의 화학자 샤를 아돌프 뷔르츠에 의해 발견되었으며, 유기 합성에서 중요한 반응으로 간주된다.
알렉산드르 보로딘도 또한 뷔르츠와 함께 알돌 반응을 발견한 공로를 인정받고 있다. 1872년에 보로딘은 알데하이드 반응에서 알코올과 같은 특성을 가지고 있는 새로운 부산물을 발견했다고 러시아 화학 학회에 발표했으며, 같은 해의 뷔르츠의 출판물에서 이미 논의된 화합물과 유사성이 있음이 밝혀졌다.

## 같이 보기
- 알돌레이스
- 알돌 반응
- 알돌 축합